# Lancheras de Cataño
Lancheras de Cataño  - żeński klub piłki siatkowej z Portoryko. Swoją siedzibę ma w Cataño. Został założony w 2008.

## Kadra 2011/12
Źródło:
- 1.  Tatiana Jusino
- 2.  Debora Seilhamer
- 3.  Greysmarie Pérez
- 4.  Tatiana Encarnación
- 5.  Myrlena López
- 6.  Paulette García
- 8.  Angie Forsett
- 9.  Oneida González
- 10. Courtney Thompson
- 11. Jessica Jones
- 12. Winna Pellot
- 13. Ednali Serralta
- 18. Shanon Wingate